# ساتوشی یاماگوچی (زاده ۱۹۷۸)
ساتوشی یاماگوچی (به انگلیسی: Satoshi Yamaguchi) بازیکن سابق فوتبال اهل ژاپن و عضو تیم ملی فوتبال ژاپن بود.
وی سرمربی فعلی باشگاه فوتبال شونان بلمار ژاپن است.